# Campeonato de Guipúzcoa de Trainerillas
El Campeonato de Guipúzcoa de Trainerillas es una competición de remo que se celebra todos los años entre las trainerillas de los clubes de remo federados de Guipúzcoa, organizada por la Federación Guipuzcoana de Remo.

## Palmarés
| Año  |                  |                    |                    |
| ---- | ---------------- | ------------------ | ------------------ |
| ...  | ?                |                    |                    |
| 1972 | Guetaria         | San Juan           | Fuenterrabía       |
| 1973 | ?                |                    |                    |
| 1974 | Lasarte-Michelín | Hernani            | San Juan           |
| 1975 | Hernani          | Sanjuandarra       | Sanjuandarra B     |
| 1976 | ?                |                    |                    |
| 1977 | San Juan         | Zumaya             | Guetaria           |
| 1978 | San Juan         | Lasarte-Michelín   | Zumaya             |
| 1979 | Lasarte-Michelín | San Juan           | Zumaya             |
| 1980 | San Juan         | Fuenterrabía       | Zumaya             |
| 1981 | Zumaya           | Orio               | San Pedro          |
| 1982 | Zumaya           | Orio               | Guetaria           |
| 1983 | Zumaya           | Orio               | Guetaria           |
| 1984 | Zumaya           | Orio               | Donostia           |
| 1985 | Orio             | Zumaya             | San Juan           |
| 1986 | ?                |                    |                    |
| 1987 | San Pedro        | Arraun Lagunak     | Zumaya             |
| 1988 | Zumaya           | San Pedro          | Arraun Lagunak     |
| 1989 | San Pedro        | Donostia           | San Juan           |
| 1990 | San Pedro        | San Juan           | Zarauz             |
| 1991 | Orio             | San Juan           | Zumaya             |
| 1992 | Orio             | Donibaneko         | Zumaya             |
| 1993 | Orio             | Donibaneko         | Koxtape (San Juan) |
| 1994 | Orio             | Donibaneko         | Fuenterrabía       |
| 1995 | Orio             | Fuenterrabía       | Donibaneko         |
| 1996 | Orio             | Donibaneko         | Guetaria           |
| 1997 | Donibaneko       | Fuenterrabía       | Orio               |
| 1998 | Donibaneko       |                    |                    |
| 1999 | ?                |                    |                    |
| 2000 | Zumaya           | Donostia Arraun L. | Trintxerpe         |
| 2001 | Zumaya           | Orio               | Donibaneko         |
| 2002 | suspendida       |                    |                    |
| 2003 | San Juan         | Orio               | Zarauz             |
| 2004 | San Juan         | Orio               | Zumaya             |
| 2005 | Fuenterrabía     | Orio               | Zumaya             |
| 2006 | Orio             | Fuenterrabía       | Zarauz             |
| 2007 | Zarauz           | Fuenterrabía       | Orio               |
| 2008 | Zarauz           | Orio               | San Juan           |
| 2009 | Orio             | Zarauz             | Fuenterrabía       |
| 2010 | Orio             | San Pedro          | Zumaya             |
| 2011 | San Juan         | Fuenterrabía       | San Pedro          |
| 2012 | San Juan         | Fuenterrabía       | San Pedro          |
| 2013 | San Juan         | Fuenterrabía       | Orio               |
| 2014 | Fuenterrabía     | San Juan           | Orio               |
| 2015 | Fuenterrabía     | San Juan           | Orio               |
| 2016 | San Juan         | Fuenterrabía       | Guetaria           |
| 2017 | Fuenterrabía     | Orio               | San Juan           |